# Italia ai V Giochi paralimpici estivi
L'Italia partecipò ai V Giochi paralimpici estivi, svoltisi a Toronto, in Canada, dal 3 all'11 agosto 1976. Gli azzurri si aggiudicarono complessivamente 18 medaglie: 2 d'oro, 5 d'argento e 11 di bronzo.

## Medaglie

### Medagliere per discipline
| Sport            | Oro | Argento | Bronzo | Totale |
| ---------------- | --- | ------- | ------ | ------ |
| Atletica leggera | 2   | 2       | 5      | 9      |
| Scherma          | 0   | 1       | 3      | 4      |
| Nuoto            | 0   | 1       | 1      | 2      |
| Tennistavolo     | 0   | 0       | 1      | 1      |
| Totale           | 2   | 4       | 10     | 16     |

### Medaglie d'oro
| Medaglia | Nome          | Sport            | Evento                       |
| -------- | ------------- | ---------------- | ---------------------------- |
| Oro      | Lina Franzese | Atletica leggera | 1500 m femminili - classe F1 |
| Oro      | Lina Franzese | Atletica leggera | 100 m femminili - classe F   |

### Medaglie d'argento
| Medaglia | Nome             | Sport            | Evento                                     |
| -------- | ---------------- | ---------------- | ------------------------------------------ |
| Argento  | Carmelo Addaris  | Atletica leggera | Slalom classe 1B                           |
| Argento  | Carlo Jannucci   | Atletica leggera | 400 m maschili - classe 2                  |
| Argento  | Dario Bandinelli | Nuoto            | 25 m stile libero maschili - classe 1B     |
| Argento  | Vittorio Loi     | Scherma          | Fioretto individuale maschile - classe 2/3 |

### Medaglie di bronzo
| Medaglia | Nome                                                        | Sport            | Evento                          |
| -------- | ----------------------------------------------------------- | ---------------- | ------------------------------- |
| Bronzo   | Carlo Jannucci                                              | Atletica leggera | 200 m classe 2                  |
| Bronzo   | Carlo Jannucci                                              | Atletica leggera | Slalom 2                        |
| Bronzo   | Rosa Sicari                                                 | Atletica leggera | 60 m classe 1B                  |
| Bronzo   | Rosa Sicari                                                 | Atletica leggera | Slalom classe 1B                |
| Bronzo   | Rosa Sicari                                                 | Nuoto            | 25 m stile libero classe 1B     |
| Bronzo   | Rosa Sicari                                                 | Tennistavolo     | Singolare classe 1B             |
| Bronzo   | Giuseppe Trieste                                            | Atletica leggera | 400 m classe 2                  |
| Bronzo   | Giuliano Koten                                              | Scherma          | Spada individuale               |
| Bronzo   | Giuliano Koten Vittorio Loi Roberto Marson Oliviero Venturi | Scherma          | Spada a squadre classe 2-5      |
| Bronzo   | Giuliano Koten Vittorio Loi Giovanni Ferraris               | Scherma          | Fioretto a squadre principianti |

### Plurimedagliati
| Nome           | Disciplina                          | Oro | Argento | Bronzo | Totale |
| -------------- | ----------------------------------- | --- | ------- | ------ | ------ |
| Lina Franzese  | Atletica leggera                    | 2   | 0       | 0      | 2      |
| Carlo Jannucci | Atletica leggera                    | 0   | 1       | 2      | 3      |
| Vittorio Loi   | Scherma                             | 0   | 1       | 2      | 3      |
| Rosa Sicari    | Atletica leggera Nuoto Tennistavolo | 0   | 0       | 4      | 4      |
| Giuliano Koten | Scherma                             | 0   | 0       | 3      | 3      |